# Mister Cool
För rapparen Anton Magnusson, se Mr Cool.
Mister Cool är den svenska hiphopduon Snooks genombrottssingel. Låten kom sommaren 2004. Den finns med på skivan Vi vet inte vart vi ska men vi ska komma dit. Låten blev framröstad till årets låt på 2005 års P3 Guld-gala.